# Gymnastikos Syllogos Kymis
O Gymnastikos Syllogos Kymis (em grego:  Γυμναστικός Σύλλογος Κύμης), conhecido também como Kymis Seajets por razões de patrocinadores, é um clube de basquetebol baseado em Eubeia, Grécia que atualmente disputa a Stoiximan.gr Liga A1. Manda seus jogos nos Nikos Marinos Hall e Tasos Kabouris Hall com capacidade para 1.100 e 1.620 espectadores respectivamente.

## Histórico de Temporadas
| Temporada | Nível | Liga    | Pos. | J    | PL | Resultado                    | Copa da Grécia | Competições internacionais |
| --------- | ----- | ------- | ---- | ---- | -- | ---------------------------- | -------------- | -------------------------- |
| 2012–13   | 5     | Liga D  |      |      |    | Promovido                    | -              | -                          |
| 2013–14   | 4     | Liga C  | 1    | 14-0 |    | Promovidocampeão grupo sul 2 | -              | -                          |
| 2014–15   | 3     | Liga B  | 1    | 24-2 |    | Promovidocampeão grupo sul   | -              | -                          |
| 2015–16   | 2     | Liga A2 | 1    | 23-5 |    | Promovidocampeão             | -              | -                          |
| 2016–17   | 1     | Liga A1 | 12   |      |    |                              | -              | -                          |
| 2017–18   | 1     | Liga A1 |      |      |    |                              |                |                            |

## Títulos
- Campeão: Serie A2 2015–16, Serie B - Grupo Sul 2014–15, Serie C - Grupo Sul 2 2013–14

fonte:eurobasket.com